# 네우스토사우루스

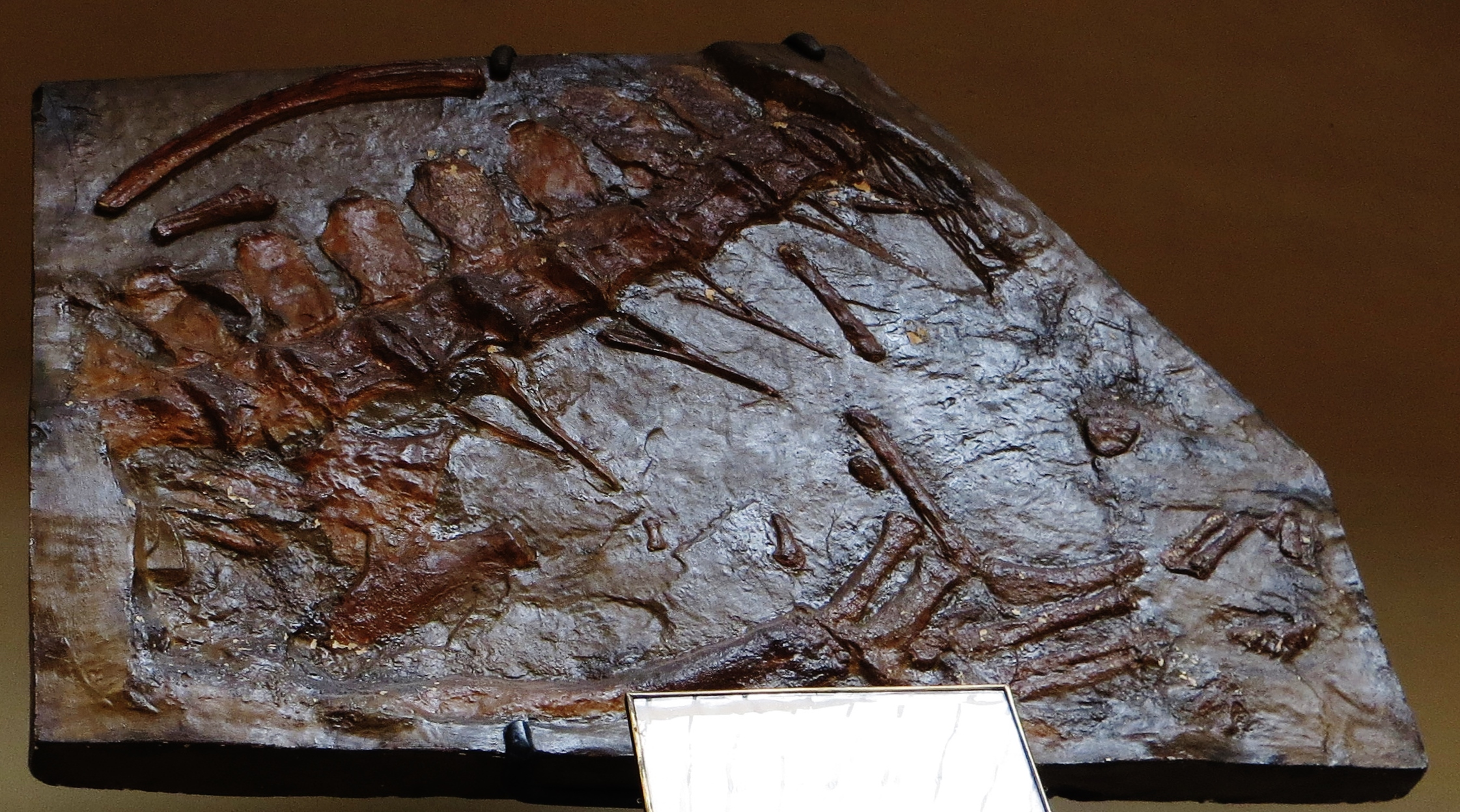

네우스토사우루스(학명:Neustosaurus gigondarum)는 악어목 메트리오린쿠스과에 속하는 악어이다. 지금은 멸종된 악어로 몸길이가 4~6m인 거대한 악어에 속한다.

## 특징
네우스토사우루스는 바다의 생활에 적응하여 살았던 바다악어 중에 하나이다. 바다에 적응하여 살았던 바다악어이기 때문에 몸에는 바다의 염분을 조절할 수가 있는 기능이 있었다. 그것은 해양 crocodyliform의 초기 백악기에서 네우스토사우루스라는 악어의 속이다. 드넓은 바다에서 모든 그 생명을 많은 돈을 쓴 네우스토사우루스는 육식 동물이다. 네우스토사우루스는 알이나 둥지, 너무 작은 것은 파충류의 라이프 사이클의 알려져 있으므로 중생대의 젊은 난바다에서 생활할 낳는 것으로 알려져 있는 수장룡류 또는 ichthyosaurs과 같은 다른 큰 해양 파충류와는 달리 발견되었다. 어디 Neustosaurus, 땅, 바다에서 교미, 현재 알려지지 않고 있다. 그 이름 Neustosaurus,과 그리스 Neustos-("수영")과σαῦρος -sauros("도마뱀")에서 유래되었다"꼬리 수영"을 의미한다. 현생의 고래, 돌고래처럼 바다에서 직접 자신의 어린 개체를 출산하였는지 아니면 현생의 바다거북처럼 해변으로 올라와 자신의 알을 산란하였는지에 대해서는 정확하게 알려진 정보가 없다. 양턱에는 총 15~20개의 날카로운 톱니 모양을 가진 이빨들을 가지고 있으며 이를 통해 먹이를 사냥했을 것으로 보인다. 분류학적으로 된 발견의 역사에는 네우스토사우루스 내에 하나만 설명한 종이 있습니다.[ 그 정기준 표본 재료 트렁크의 posterior과 지공다스의 꼬리와 프랑스에서 발견되면서로 구성되어 있다. 진단 물질 Neustosaurusnomen dubium으로 간주된다는 것을 발견해 하지만 post-cranials에서metriorhynchid 속을 확인하는 등으로 쉽지 않다. 네우스토사우루스는 다코사우루스, 게오사우루스의 지난 100년 동안 하급 동의어로 여겨져 왔다. 2009년에서 영, 안드라데, 그것의 관계 조사, 종의 타당성을 통해 그 속에 취급하여 Geosaurus의 re-description을 발표했다. 그들은 네우스토사우루스를 nomen dubium로 명명했고 크리코사우루스라는 새로운 종이 발견되어 가까운 친척이 될 것이라는 고위의 동의어로 결론을 내렸다. 먹이로는 당대에 서식했던 물고기, 오징어, 갑각류 등을 잡아먹었던 육식성의 포식자로 추정되는 종이다.

## 생존시기와 서식지와 화석의 발견
네우스토사우루스가 생존하던 시기는 중생대의 쥐라기 후기와 백악기 초기로 지금으로부터 1억 6500만년전~1억 2천 5000만년전에 생존했던 악어이다. 생존했던 시기에는 유럽을 중심으로 하는 대서양, 북극해, 지중해에서 주로 서식했으며 메트린오쿠스과의 악어들 중에선 유일하게 백악기까지 생존했던 바다악어이다. 화석의 발견은 1842년에 프랑스 보클뤼즈주 지공다스 (Gigondas)의 쥐라기에 형성된 지층에서 고생물학자들에 의해 처음으로 발견이 되어 새롭게 명명된 종이다.

## 같이 보기
- 악어
- 중생대
- 쥐라기
- 백악기
- 파충류
- 화석